# Willard Jenkins
Willard Jenkins (* 6. Februar 1949) ist ein amerikanischer Musikjournalist, Autor, Musikproduzent, Rundfunkmoderator und Jazzfunktionär.

## Leben und Wirken
Jenkins erwarb 1973 den Bachelor of Science in Soziologie an der Kent State University in Ohio. 1983 leitete er ein regionales Forschungsprogramm zum Jazz im Mittleren Westen der USA, das sich zum landesweit ersten regionalen Jazzprogramm entwickelte, dem Arts Midwest in Minneapolis. Dort schuf er 1984 bis 1989 die erste regionale Jazz-Datenbank und schrieb eine Reihe von Handbücher für Musiker und Veranstalter. Von 1989 bis 1994 war er Executive Director der National Jazz Service Organization (NJSO) in Washington, D.C. 1990 wirkte er beim Aufbau des Lila Wallace-Reader’s Digest National Jazz Network mit. Als Fundraiser arbeitete er u. a. für den National Endowment for the Arts und zahlreiche Wohltätigkeitsorganisationen und Stiftungen.
Jenkins schrieb ab den 1970er Jahren für Publikationen wie JazzTimes, Inside Arts, Down Beat, Schwann Spectrum, Schwann Opus, Jazz Report, Jazz Forum, The Antioch Review, Attache, Jazz Education Journal und All About Jazz, ferner in seinem Blog The Independent Ear. Er fungierte als Herausgeber zahlreicher Publikationen, wie dem NJSO Journal und Lost Jazz Shrines sowie als Autor diverser Liner Notes für Alben etwa von Terence Blanchard, Nnenna Freelon, Talib Kibwe, Babatunde Lea, Joe Lovano oder Marcus Printup sowie für die Anthologie Jazz: The Smithsonian Anthology (2011). Als Interviewer arbeitete Jenkins für die Smithsonian Institution, die Rhythm & Blues Foundation und 651Arts. Mit Randy Weston schrieb er dessen Autobiographie African Rhythms, der 2009 bei Duke University Press erschien. Von 1979 bis 1984 unterrichtete er Geschichte des Jazz an der Cleveland State University; ab 2005 hielt er den Kurs Jazz Imagines Africa an der Kent State University. Außerdem arbeitete er im musikpädagogischen Bereich für die International Association for Jazz Education und das Thelonious Monk Institute.
Seit den 1980er Jahren arbeitet Jenkins zudem als Radiomoderator und Programmgestalter in Cleveland, Minneapolis und in Washington, u. a. für das National Public Radio, für das er an der Dokumentation zum 100. Geburtstag von Louis Armstrong mitwirkte. 1994 arbeitete Jenkins beim Black Entertainment Television als Berater für das Jazzprogramm. Seit 2007 wirkt er in New Orleans bei der Zusammenstellung des Radio-Programms von WWOZ mit. Als Berater und Koordinator war er seitdem u. a. für das Cleveland Orchestra, das Greater Hartford Festival of Jazz, den Cleveland Education Fund  und Jazz Masters Program des National Endowment for the Arts tätig. Er wirkte bei der Produktion zahlreicher Konzerte und Festivals mit, u. a. für die Smithsonian Institution und die Harlem Stage/Aaron Davis Hall. Als künstlerischer Leiter betreute er im Tribeca Performing Arts Center in New York die Konzertreihen Lost Jazz Shrines und Jazz-in-Progress sowie das vom Berklee College of Music produzierte BeanTown Jazz Festival in Boston. 2012 und 2013 wurde er in der Kategorie Preis für das Lebenswerk im Jazz-Journalismus  von der Jazz Journalists Association nominiert, deren Mitbegründer und mehrjähriger Vizepräsident er war.